# 尖齿荆芥
尖齿荆芥（学名：Nepeta ucranica）为唇形科荆芥属下的一个种。

## 扩展阅读
- 維基物種上的相關：尖齿荆芥